# Pseudotipizzazione
La pseudotipizzazione è un processo che consiste nella produzione di vettori virali in combinazione con differenti proteine d'envelope. Il risultato è una particella virale pseudotipizzata. Con questo metodo, l'uso di proteine d'envelope di diversa origine permette di modificare il tropismo del vettore o aumentarne/diminuirne la stabilità. Le particelle virali pseudotipizzate non contengono le informazioni genetiche per costruire le stesse proteine di rivestimento con cui hanno fatto budding quindi la mutazione fenotipica non può essere trasmessa alla progenie della stessa particella. Ad esempio, la pseudotipizzazione permette di determinare la natura delle proteine dell'envelope. Una proteina spesso usata in questo processo è la glicoproteina G del Vescicular stomatitis virus (VSV), in breve VSV-G. Questa proteina permette la trasduzione di tutti i tipi cellulari.